# Pandemia de COVID-19 en Liechtenstein
 El primer caso confirmado de la pandemia de coronavirus de 2020 en Liechtenstein fue reportado el 3 de marzo de 2020, tratándose de un ciudadano que mantuvo contacto con una persona infectada en Suiza. Para el día 17 del mismo mes el número de casos confirmados ascendió a 19, según información suministrada por el gobierno del país.

## Historia
El 3 de marzo, se confirmó el primer caso en el país: tratándose de un joven que tuvo contacto con una persona infectada en Suiza y, por lo tanto, acudió al hospital estatal como un caso sospechoso. En total, fueron registrados 14 casos sospechosos que han sido analizados en el hospital estatal, de los cuales 13 de ellos fueron negativos. La persona que dio positivo permanece aislada en el hospital. Para el día 14 del mismo mes las autoridades confirmaban 7 nuevos casos, transcurridos tres días el 17 de marzo el gobierno emite un informe donde el número de casos confirmados ascendía a 19.
En tal situación, las autoridades han anunciado medidas correspondientes a la suspensión de actividades de restaurantes, bares y cafeterías, cuya vigencia inició el 17 de marzo. Al tiempo que, prohíbe la reunión o realización de eventos que aglomeren más de cinco personas, esto con la finalidad de lograr la contención en la propagación del virus en la pequeña nación.